# Helen Lynch
Helen Lynch (Billings, 6 aprile 1900 – Miami Beach, 2 marzo 1965) è stata un'attrice statunitense.

## Biografia
Nata nel Montana nel 1900 e rimasta orfana di padre a un solo anno di età, nel 1909 sua madre si trasferì con lei e l'altra figlia Agnes a Hollywood, quando la città non era ancora diventata un centro di produzione cinematografica. Dal 1918 cominciò a ottenere piccole parti in film brevi, ma incrementò la propria presenza fino a essere notata e inserita nel 1923 tra le tredici promesse del WAMPAS Baby Stars. Tuttavia, malgrado un'intensa partecipazione nei successivi quattro anni a commedie, drammi e western, la sua carriera non decollò tanto che, alla fine degli anni Venti, con l'avvento del sonoro, si poteva già considerare esaurita.
Dal 1928 fu sposata per qualche anno all'attore Carroll Nye. Sua sorella Agnes (1902-1964) interpretò piccole parti in due soli film e sposò nel 1929 l'attore Jason Robards Sr..

## Riconoscimenti
- WAMPAS Baby Stars (1923)

## Filmografia parziale
- Business Before Honesty! (1918)
- A Rag Time Romance (1919)
- Honor Bound, regia di Jacques Jaccard (1920)
- Live and Let Live (1921)
- Minnie (1922)
- Fools First, regia di Marshall Neilan (1922)
- Glass Houses, regia di Harry Beaumont (1922)
- The Eternal Three, regia di Marshall Neilan e Frank Urson (1923)
- The Tomboy, regia di David Kirkland (1924)
- Fifth Avenue Models, regia di Svend Gade (1925)
- Oh Doctor! (1925)
- Three Weeks in Paris (1925)
- Smouldering Fires, regia di Clarence Brown (1925)
- Smilin' at Trouble, regia di Harry Garson (1925)
- Return of Grey Wolf (1926)
- General Custer at Little Big Horn (1926)
- Le notti di Chicago (1927)
- Il cantante pazzo (1928)
- The Showdown (1928)
- Guardie... arrestatemi! (1928)
- Notte di tradimento (1928)
- Rivincita (1929)
- La piovra (1929)
- Il nostro pane quotidiano (1930)
- Troppa armonia (1933)
- Women Without Names (1940)